# John Ingram (graveur)
Pour l’article homonyme, voir Ingram.
John Ingram (1721 - 1772 ?) est un graveur britannique qui a fait carrière en France.

## Biographie
Ingram est né en 1721 à Londres où il commence à pratiquer son art. En 1755, il arrive à Paris, et semble s'y installer définitivement. Il intègre l'atelier de Jacques-Philippe Le Bas. Il est à la fois aquafortiste et buriniste. Il est possible qu'il travaille alors aux côtés de son compatriote Thomas Major.
Il a exécuté un certain nombre de plaques d'après François Boucher, a travaillé en société avec Charles-Nicolas Cochin et Jacques-Nicolas Tardieu, notamment sur une série de figures allégoriques relative aux sciences. 
Il contribue à l'illustration d'ouvrages, comme les Procès verbaux de l'Académie royale des sciences.
S'il est encore actif en 1767, le Oxford Dictionary of National Biography estime sa date de décès à l'année 1772.

## Quelques œuvres

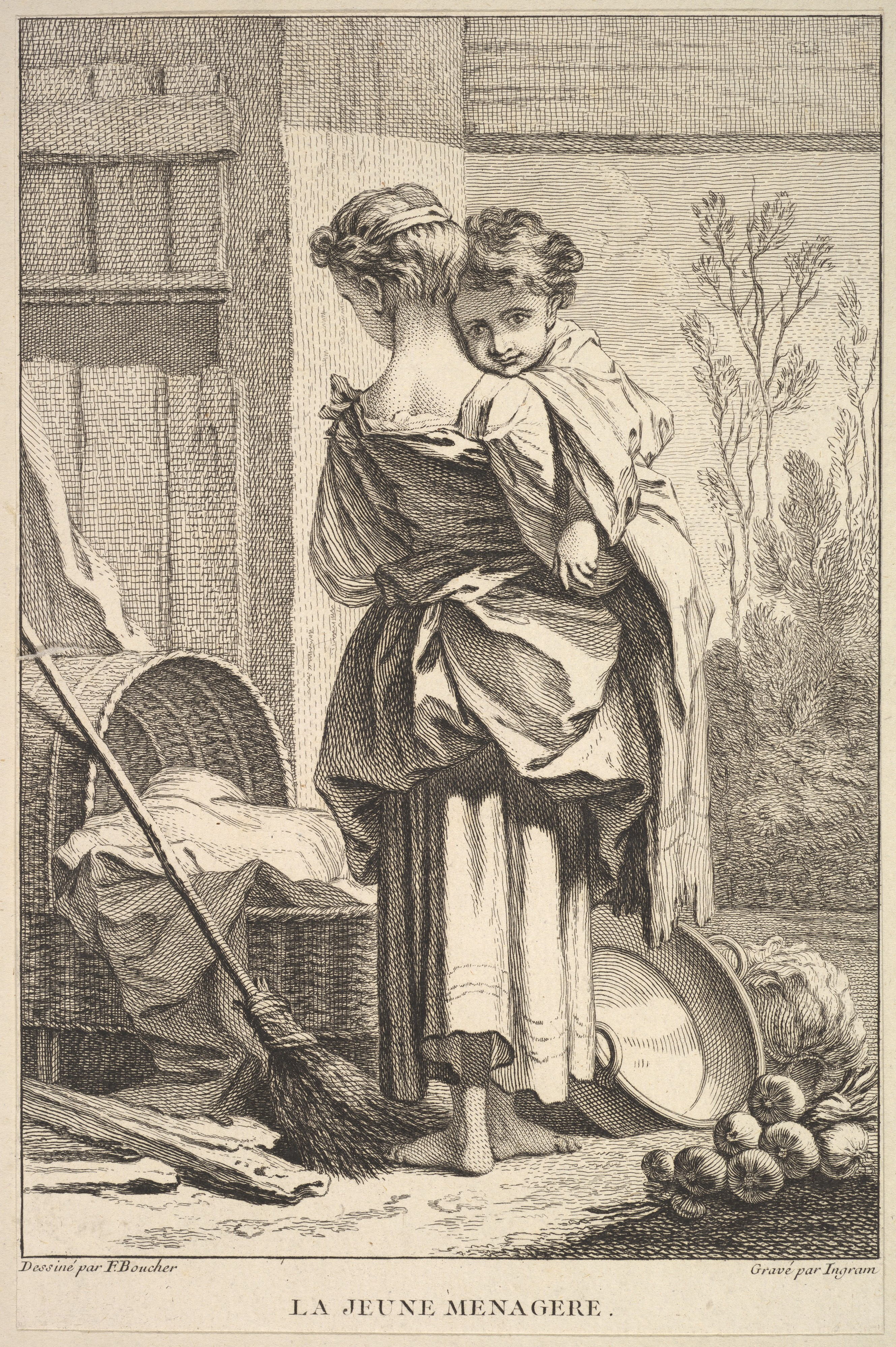
La Jeune Ménagère, eau-forte d'après Boucher (New York, MET).

- La Jardinière, La Bouquettière Fanchonette, La Marchande d'œufs, La Jeune ménagère, Le Savoyard avec sa marmotte, La Vendeuse de scéléry, cahier de 6 pièces d'après François Boucher[3].
- La Bonne Mère, L'École domestique, La Crêmière, La Quêteuse de grand chemin, d'après le même[3].
- L'eau-forte de la vignette de Boucher pour Cythère assiégée opéra comique de Favart, terminée par Cochin, in-8.
- Figures allégoriques, d'après La Joue, 12 pièces gravées avec Cochin et Tardieu[3].
- Projet de tombeau de M. le baron de Bezenval, d'après Meissonnier.
- Décoration de la grande illumination faite à Versailles à l'occasion du second mariage du Dauphin, le 9 février 1747, eau-forte par Cochin.
- Vignette de la dédicace des Éléments de fortifications de Le Blond : le Dauphin instruit par Minerve, d'après Cochin, 1759, in-12[3].